# Ludvík Horký

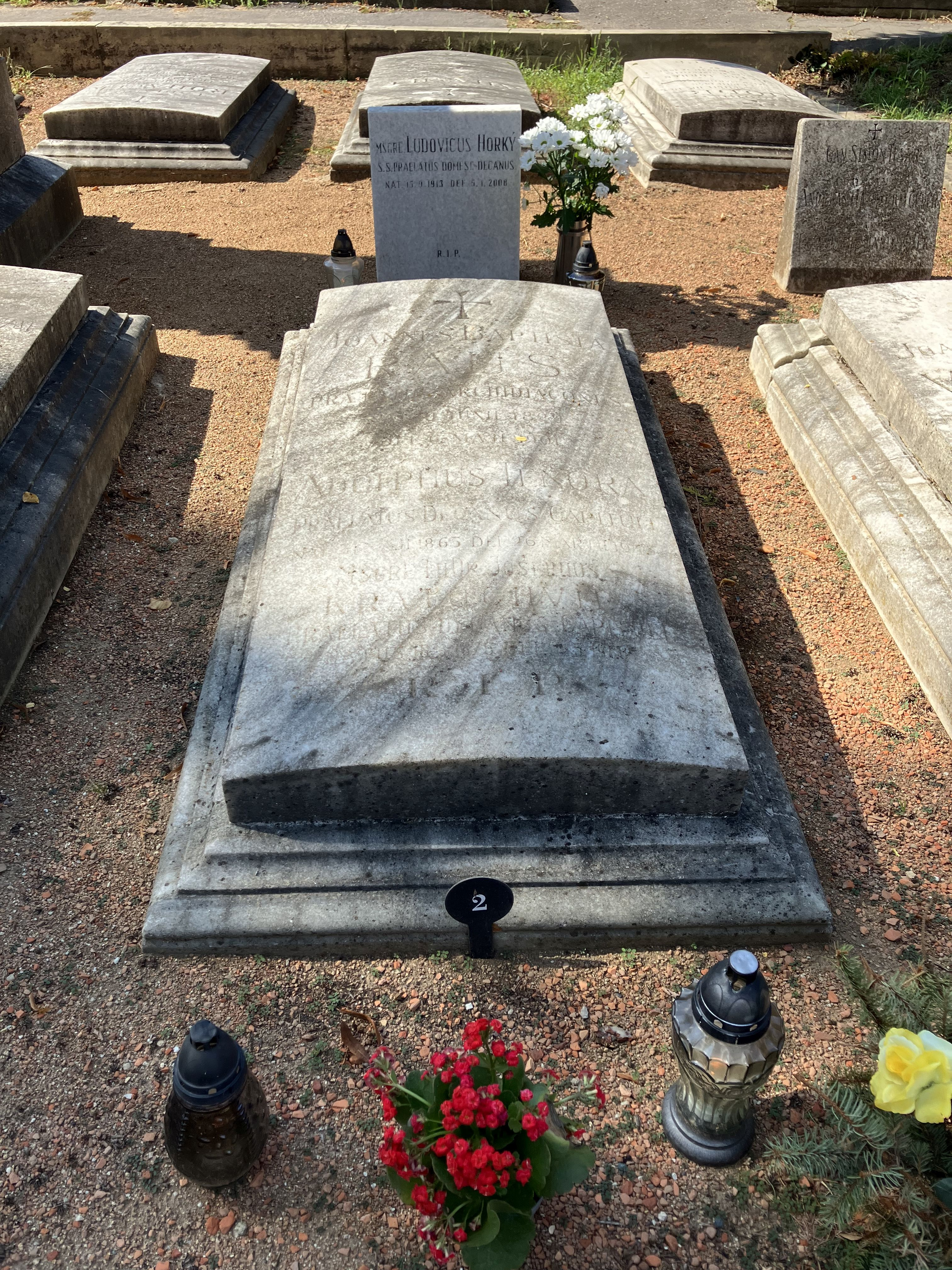
Hrob Ludvíka Horkého

Ludvík Horký (15. září 1913 Ruda – 5. ledna 2008 Mostiště) byl český katolický kněz, děkan svatopetrské kapituly (1972–2008) a administrátor brněnské diecéze v období komunistickým režimem vynucené sedisvakance (uprázdnění biskupského stolce) v letech 1972–1990.

## Život
Ludvík Horký vystudoval klasické gymnázium a následně bohoslovecké učiliště v Brně. Působil jako kaplan v Dačicích (1939–1941), kurát v Psychiatrické léčebně v Brně-Černovicích (1941–1946), středoškolský profesor na gymnáziu v Břeclavi (1946–1954). V době svého profesorství vystudoval Filozofickou fakultu brněnské Masarykovy univerzity. Poté byl farářem při Katedrále svatého Petra a Pavla (1954–1963), v červnu 1963 se stal kanovníkem svatopetrské kapituly a 1. února 1972 byl jmenován jejím děkanem.
Po úmrtí biskupa Karla Skoupého (22. února 1972) komunistický režim nedovolil brněnský biskupský stolec znovu obsadit. Dne 29. února 1972 zvolila svatopetrská kapitula Ludvíka Horkého kapitulním vikářem. Během období této státem vynucené sedisvakance, které skončilo až v roce 1990 nástupem Vojtěcha Cikrleho, byl Ludvík Horký správcem diecéze. Na tuto dobu sám vzpomínal jako na léta, která mu připravila řadu bezesných nocí, starostí a sebezapření, zvláště při mnohých jednáních se zástupci státní správy.
Mezi církvi komunistickým Československem vnucenými mimořádnými ordináři byl Ludvík Horký jeden z těch nejméně kompromitovaných a jeho poddajnost časem spíše slábla. S komunistickým režimem vstoupil do otevřeného konfliktu nejpozději na přelomu 70. a 80. let, když se po boku kardinála Tomáška otevřeně postavil proti Sdružení katolických duchovních Pacem in terris a vyslovil se pro jeho zákaz. Když Kongregace pro klérus vydala v roce 1982 dekret Quidam episcopi, který členství kněží v organizacích tohoto typu zakazoval, Horký společně s kardinálem Tomáškem, biskupem Gábrišem a vikáři Kavalem a Garajem kněžím ve své diecézi členství ve sdružení zakázal.
V dubnu 1990 byl jmenován biskupským vikářem a v témže roce ho papež Jan Pavel II. jmenoval apoštolským protonotářem s právem užívat titul monsignore.
Podle tzv. Cibulkových seznamů vedla Státní bezpečnost osobu stejného jména a data narození jako důvěrníka s krycím jménem Horák.
Zemřel v roce 2008 a je pohřben na Ústředním hřbitově v Brně, sk. 13/hr. 1-6.

## Vyznamenání
- Velký zlatý kříž za zásluhy o Rakouskou republiku (v roce 1995 propůjčil prezident Thomas Klestil)
- Zlatý komturský kříž za zásluhy o dobré sousedské vztahy mezi Dolním Rakouskem a Moravou (propůjčila v roce 2001 Dolnorakouská zemská vláda hejtmana Erwina Prölla).